# Cassina Aliprandi
Cassina Aliprandi o Cassina di Giorgio Aliprandi è stata un antico comune lombardo che comprendeva le cascine Aliprandi, S. Margherita e Bini e che venne unito nel 1869 a quello di Lissone. La località Aliprandi è attualmente una frazione di Lissone e rappresenta solo una parte del territorio del vecchio comune.

## Storia

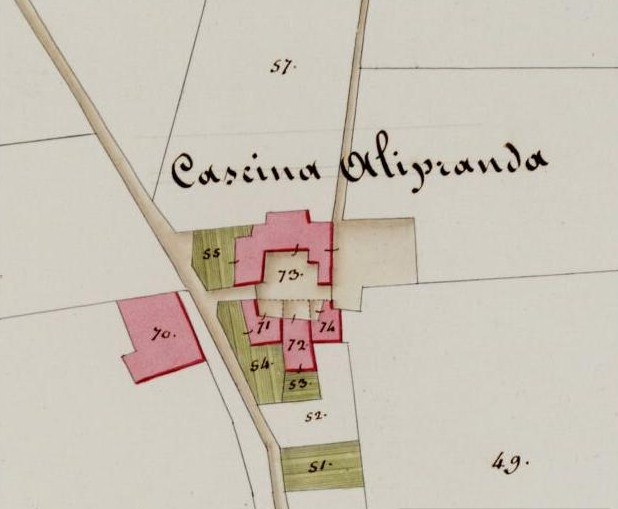
La Cascina Alipranda nel 1722

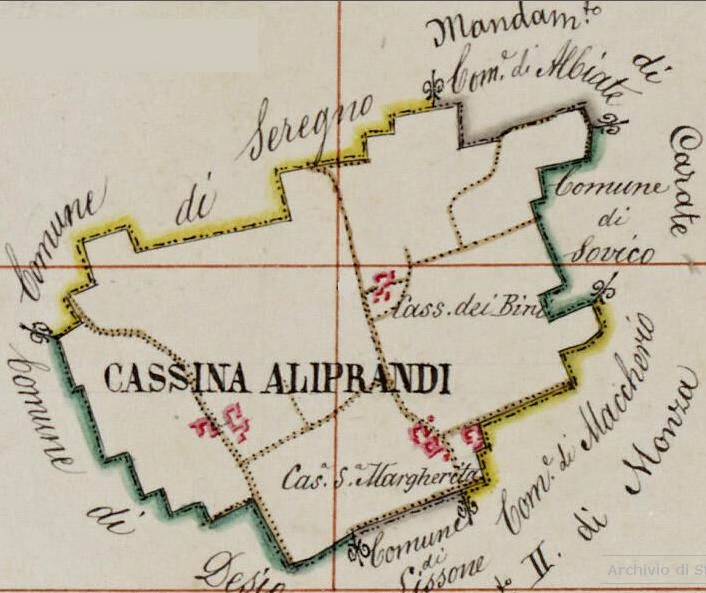
Il Comune di Cassina Aliprandi nel Catasto Lombardo Veneto (1856)

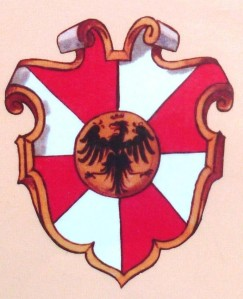
L'antico stemma comunale, identico a quello della nobile famiglia Aliprandi

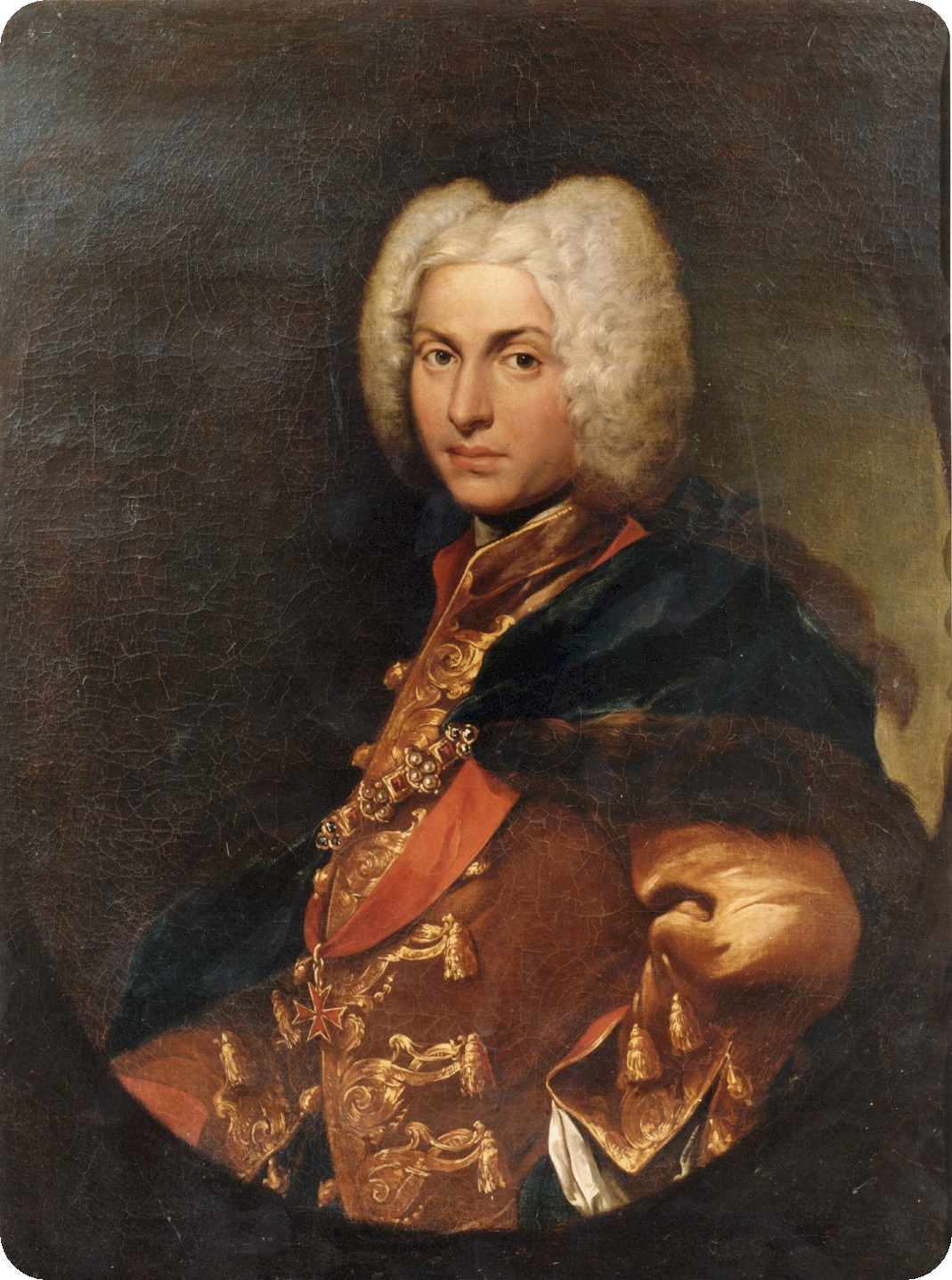
Il Marchese Cavaliere don Erasmo Aliprandi Martinengo

Nel 1467 Giorgio Aliprandi ristrutturò e riorganizzò le tre cascine che oggi sono denominate Aliprandi, Bini e Santa Margherita, dove la sua famiglia possedeva la villa di campagna (via Aspromonte) oggi completamente trasformata.
Il Comune della Cassina di Giorgio Aliprandi si formò all'interno della Pieve di Desio in età relativamente tarda alla fine del Rinascimento, sottraendo territorio alle comunità confinanti. La struttura istituzionale del municipio era estremamente semplice, data la sua natura quasi privatistica: l'unica autorità stabile era il console, eletto dai proprietari terrieri riuniti in pubblica assemblea, alla quale era anche demandata la ripartizione delle tasse provinciali gravanti sulla cascina.
Registrato agli atti del 1751 come un villaggio milanese di 130 abitanti, nel 1771 il comune era salito a 227 residenti.
Lo stemma municipale coincide con quello della famiglia Aliprandi, intestataria e padrona della cascina principale e di molti altri beni nel territorio e borgo di Lissone, dove possedeva una casa da nobile (oggi demolita) ad angolo tra via Assunta e via Verri. Il 19 agosto 1724 Erasmo Aliprandi Martinengo (nato nel 1696 e deceduto nel 1756), patrizio milanese, ebbe dall'imperatore Carlo VI d'Asburgo il titolo di marchese da appoggiarsi al feudo di Binzago. I marchesi Aliprandi Martinengo si estinsero alla fine del XVIII secolo: l'ultimo rappresentante della famiglia fu don Federico marchese Aliprandi, Giureconsulto Collegiato e Canonico di S. Nazaro, fratello del predetto Marchese Cavaliere don Erasmo Aliprandi Martinengo, i beni del quale (cognome compreso) passarono alla famiglia Airoldi in seguito al matrimonio della sorella Barbara con il conte Marcellino Airoldi.
L'arrivo delle truppe rivoluzionarie francesi aprì una stagione di convulse riforme amministrative: alla proclamazione del Regno d'Italia nel 1805 Cassina Aliprandi risultava avere 217 residenti, ma nel 1809, in ossequio alla decisione politica di ridurre il numero dei comuni a partire dalle piccole realtà rurali prive di una parrocchia, un regio decreto di Napoleone determinò la soppressione dell'autonomia municipale per annessione a Lissone, dalla quale la cascina era sempre dipesa ecclesiasticamente. La decisione entrò in vigore dal successivo 1º gennaio 1810, ma il progetto della Grande Monza elaborato e approvato col decreto dell'8 novembre 1811, comportò a sua volta la soppressione del comune lissonese e la cascina degli Aliprandi, rimasta a quel punto orfana, fu aggregata a Seregno a far data dal 1º gennaio 1812.
Il ritorno degli austriaci, tramite la notificazione del 12 febbraio 1816, comportò la cancellazione totale delle riforme francesi e la restaurazione degli antichi comuni dal successivo 1º maggio. Come piccolo municipio, Cassina Aliprandi rimaneva gestita dalla pubblica assemblea dei proprietari, mentre come organo esecutivo stabile vi era ora una deputazione di tre membri il cui capo era necessariamente scelto fra le persone più ricche del territorio. In quest'epoca l'abitato crebbe discretamente, tanto che nel 1853 risultò essere popolato da 418 anime.
L'arrivo delle truppe sabaude e l'annessione al Piemonte comportò, con la promulgazione del decreto Rattazzi, per domenica 15 gennaio 1860 l'indizione delle prime elezioni comunali, che sortirono un consiglio comunale di quindici membri, al cui interno se ne sceglievano tre come assessori stabili, fra i quali vi era il sindaco. Nella realtà però, al di là della retorica, il cambiamento fu minimo perché per una piccola comunità di 491 residenti l'eliminazione delle donne, dei minorenni e dei poveri dall'elettorato, faceva sì che il nuovo consiglio somigliasse molto al precedente. Il mandato dei consiglieri era quinquennale, ma i neoeletti furono divisi a sorte in cinque gruppi in modo che ogni anno si procedesse a un'elezione suppletiva per tre seggi. La giunta veniva invece rinnovata ogni anno. A Passoni, primo sindaco aliprandino, successe poi Pietro Arosio, figlio di Carlo sindaco di Lissone.
A partire dalla seconda metà degli anni sessanta ricominciò tuttavia un ampio dibattito sulla soppressione dei piccoli comuni, riprendendo il modello napoleonico. Tra le varie proposte si impose ancora quella che rispettava gli antichi schemi ecclesiastici, molto radicati nella cultura popolare. Cassina Aliprandi era da sempre parte della parrocchia di Lissone, e fu quindi un decreto di Vittorio Emanuele II del 1º aprile 1869 a decidere la soppressione del municipio, annettendolo a quello lissonese a decorrere dal successivo 1º giugno.